# Trichomycterus rivulatus
Trichomycterus rivulatus, el Suche, nombre utilizado en Bolivia y Perú, es una especie de peces de la familia Trichomycteridae en el orden de los Siluriformes.

## Morfología
Los machos podían llegar alcanzar los 37,4 cm de longitud total.

## Distribución geográfica
Esta especie se encuentra en Sudamérica: en la cuenca del lago Titicaca al oeste de Bolivia, sureste de Perú y norte de Chile. 